# Шенгюль, Зия
Зия Шенгюль (тур. Ziya Şengül, 1944, Стамбул — 26 февраля 2023, Сарыер, Стамбул) — турецкий футболист, игравший на позиции полузащитника. Его помнят за его руководящую роль во время его карьеры в турецком клубе «Фенербахче», а также за его большие усилия в знаменитом выигрыше национальной сборной Турции против Италии.
Шенгюль сыграл 21 матч за Турцию с 1964 по 1975 год.
Шенгюль умер из-за отказа органов 26 февраля 2023 года. Похоронен на кладбище Ашиян Асри.